# Слајдел (Луизијана)
Слајдел (енгл. Slidell) град је у америчкој савезној држави Луизијана.

## Демографија
По попису из 2010. године број становника је 27.068, што је 1.373 (5,3%) становника више него 2000. године.
| Група             | 2000.          | 2010.          |
| Белци             | 20.871 (81,2%) | 19.714 (72,8%) |
| Афроамериканци    | 3.484 (13,6%)  | 4.601 (17,0%)  |
| Азијати           | 184 (0,7%)     | 423 (1,6%)     |
| Хиспаноамериканци | 687 (2,7%)     | 1.717 (6,3%)   |
| Укупно            | 25.695         | 27.068         |